# Anarmostes costatus
Anarmostes costatus là một loài bọ cánh cứng trong họ Zopheridae. Loài này được Thomson miêu tả khoa học năm 1854.